# A Star for Two
A Star for Two és una pel·lícula franco-estatunidenca de Jim Kaufman estrenada el 1991, inèdita a França. Francesco Quinn, fill de d'Anthony Quinn, va treballar amb el seu pare en aquesta pel·lícula.

## Argument
Uns amants adolescents durant els anys 1940 estan separats per la Segona Guerra Mundial i més tard es reuneixen durant els anys 1980, però es troben amb noves complicacions quan intenten revifar la seva relació.

## Repartiment
- Lauren Bacall
- Anthony Quinn
- Jean-Pierre Aumont
- Maurice Garrel
- Thierry Magnier
- Martine de Breteuil
- Dominique Marcas
- Lila Kedrova
- Louise Vincent
- Robert Le Béal
- Jacques Marin
- Sarah Alfandary